# Aleksandr Avdonin
Aleksandr Nikolajevitsj Avdonin (Russisch: Александр Николаевич Авдонин) (Sverdlovsk, 10 juni 1932) is een Russische archeoloog, die in 1979 als eerste persoon begon met het opsporen van het graf van de zeven vermoorde Romanovs en vier leden van hun huishouden. Hij werd op 10 juni 1932  geboren in Sverdlovsk in de Sovjet-Unie, de stad waar de Romanovs in 1918 werden vermoord.

## Moord op de Romanovs
Op 17 juli 1918 werd de keizerlijke familie, de voormalige tsaar Nicolaas II, tsarina Alexandra Fjodorovna, samen met hun kinderen, grootvorstinnen Olga, Tatjana, Maria, Anastasia en troonopvolger Aleksej vermoord in het Ipatjev-huis in Jekaterinenburg. Samen met de keizerlijke familie van Rusland werden ook hun trouwe volgelingen doodgeschoten. Dr. Jevgeni Botkin, hofdame Anna Demidova, kok Ivan Charitonov en lakei Aleksej Trupp waren vrijwillig samen met de keizerlijke familie in ballingschap  gegaan. De lichamen van de elf slachtoffers zouden in een mijnschacht zijn gegooid. Deze legende was bekend onder de lokale bevolking. De jonge Avdonin groeide op met deze verhalen. Zo sprak hij met een van de executeurs van de keizerlijke familie,  Pjotr Jermakov. Deze Jermakov hield ervan om uitgebreid te vertellen over hoe hij de tsaar dood had geschoten. Geleidelijk echter, naarmate het regime van Jozef Stalin systematisch zoveel van de oorspronkelijke revolutionairen vervolgde en vermoordde, werd dit soort discours ondenkbaar. Sverdlovsk zelf was in wezen gesloten voor buitenlanders omdat er een geheime faciliteit voor chemische oorlogvoering was.
- Gemeinsame Normdatei: 1147292914
- Virtual International Authority File: 1994151247982644270003